# Никольское (Александровская поселковая община)
Нико́льское (укр. Микільське) — село в Александровской поселковой общине Краматорского района Донецкой области Украины.

## Общие сведения
Население по переписи 2001 года составляло 286 человек. Почтовый индекс — 84011. Телефонный код — 6269.